# Gran Premio del Portogallo 1988
Il Gran Premio del Portogallo 1988 (in portoghese XXII Grande Premio de Portugal) è stato il 32º G.P. automobilistico del Portogallo nonché la 13ª gara del mondiale di Formula Uno 1988.
Si è tenuto il 25 settembre 1988 al circuito di Estoril ed è stato vinto dal francese Alain Prost su McLaren MP4/4 motorizzata Honda; alle sue spalle sono saliti sul podio l'italiano Ivan Capelli su March e il belga Thierry Boutsen su Benetton.

## Prima della gara
- Dopo aver saltato due Gran Premi perché colpito dalla varicella, Nigel Mansell torna alla guida della sua Williams.

## Qualifiche
Le qualifiche sono dominate come di consueto dalla McLaren, anche se stavolta è Prost ad avere la meglio sul compagno di squadra Senna; terzo si piazza il sorprendente Capelli, alla guida di una March particolarmente efficiente sul circuito portoghese. Berger fa segnare il quarto tempo, davanti a Gugelmin sulla seconda March, Mansell, Alboreto e Piquet.

### Classifica
| Pos                     | No | Pilota             | Costruttore                    | Tempo    | Distacco |
| ----------------------- | -- | ------------------ | ------------------------------ | -------- | -------- |
| 1                       | 11 | Alain Prost        | McLaren - Honda                | 1'17"411 |          |
| 2                       | 12 | Ayrton Senna       | McLaren - Honda                | 1'17"869 | +0"458   |
| 3                       | 16 | Ivan Capelli       | March - Judd                   | 1'18"812 | +1"401   |
| 4                       | 28 | Gerhard Berger     | Ferrari                        | 1'18"903 | +1"492   |
| 5                       | 15 | Maurício Gugelmin  | March - Judd                   | 1'19"045 | +1"634   |
| 6                       | 5  | Nigel Mansell      | Williams - Judd                | 1'19"131 | +1"720   |
| 7                       | 27 | Michele Alboreto   | Ferrari                        | 1'19"372 | +1"961   |
| 8                       | 1  | Nelson Piquet      | Lotus - Honda                  | 1'19"551 | +2"140   |
| 9                       | 19 | Alessandro Nannini | Benetton - Ford                | 1'19"572 | +2"161   |
| 10                      | 17 | Derek Warwick      | Arrows - Megatron              | 1'19"603 | +2"192   |
| 11                      | 6  | Riccardo Patrese   | Williams - Judd                | 1'19"797 | +2"386   |
| 12                      | 22 | Andrea De Cesaris  | Rial - Ford                    | 1'19"940 | +2"529   |
| 13                      | 20 | Thierry Boutsen    | Benetton - Ford                | 1'20"314 | +2"903   |
| 14                      | 23 | Pierluigi Martini  | Minardi - Ford                 | 1'20"741 | +3"330   |
| 15                      | 29 | Yannick Dalmas     | Lola Larrousse - Ford          | 1'20"748 | +3"337   |
| 16                      | 2  | Satoru Nakajima    | Lotus - Honda                  | 1'20"783 | +3"372   |
| 17                      | 36 | Alex Caffi         | Dallara Scuderia Italia - Ford | 1'20"922 | +3"511   |
| 18                      | 18 | Eddie Cheever      | Arrows - Megatron              | 1'20"965 | +3"554   |
| 19                      | 24 | Luis Pérez-Sala    | Minardi - Ford                 | 1'21"094 | +3"683   |
| 20                      | 30 | Philippe Alliot    | Lola Larrousse - Ford          | 1'21"096 | +3"685   |
| 21                      | 14 | Philippe Streiff   | AGS - Ford                     | 1'21"418 | +4"007   |
| 22                      | 3  | Jonathan Palmer    | Tyrrell - Ford                 | 1'21"788 | +4"377   |
| 23                      | 25 | René Arnoux        | Ligier - Judd                  | 1'21"790 | +4"379   |
| 24                      | 26 | Stefan Johansson   | Ligier - Judd                  | 1'22"035 | +4"624   |
| 25                      | 21 | Nicola Larini      | Osella - Alfa Romeo            | 1'22"119 | +4"708   |
| 26                      | 31 | Gabriele Tarquini  | Coloni - Ford                  | 1'22"170 | +4"759   |
| Vetture non qualificate |    |                    |                                |          |          |
| NQ                      | 4  | Julian Bailey      | Tyrrell - Ford                 | 1'22"296 | +4"885   |
| NQ                      | 9  | Piercarlo Ghinzani | Zakspeed                       | 1'22"549 | +5"138   |
| NQ                      | 32 | Stefano Modena     | EuroBrun - Ford                | 1'23"075 | +5"664   |
| NQ                      | 10 | Bernd Schneider    | Zakspeed                       | 1'23"300 | +5"889   |

## Gara
Dopo una prima procedura di partenza annullata per un incidente in mezzo al gruppo, al via Senna scatta meglio del compagno di squadra, superandolo alla prima curva e prendendo il comando. Prost reagisce immediatamente, affiancando il brasiliano sul rettilineo principale al termine del primo passaggio e sopravanzandolo, nonostante Senna, nel tentativo di non cedere la leadership al compagno di squadra, compie un manovra abbastanza scorretta stringendo Prost verso il muretto dei box; quest'episodio viene aspramente criticato dal francese a fine gara che arriva a polemizzare personalmente col brasiliano, il tutto poi sopito dal deciso intervento di Ron Dennis.
A questo punto Prost prende il largo, mentre Senna deve rallentare a causa di un consumo eccessivo di carburante; il brasiliano viene sorpassato da Capelli e Berger, cominciando poi un lungo duello con Mansell, che si conclude quando l'inglese tampona la McLaren del rivale durante un doppiaggio. Senna è costretto a tornare ai box, perdendo ulteriore terreno. Prost controlla i rivali fino al traguardo, vincendo davanti al sorprendente Capelli; terzo giunge Boutsen, che chiude davanti a Warwick, Alboreto (rimasto praticamente senza benzina nelle ultime curve) e Senna.

### Classifica
| Pos | N. | Pilota             | Costruttore/Motore             | Giri | Tempo/Ritiro                 | Griglia | Punti |
| --- | -- | ------------------ | ------------------------------ | ---- | ---------------------------- | ------- | ----- |
| 1   | 11 | Alain Prost        | McLaren - Honda                | 70   | 1h37'40"958                  | 1       | 9     |
| 2   | 16 | Ivan Capelli       | March - Judd                   | 70   | + 9"553                      | 3       | 6     |
| 3   | 20 | Thierry Boutsen    | Benetton - Ford                | 70   | + 44"619                     | 13      | 4     |
| 4   | 17 | Derek Warwick      | Arrows - Megatron              | 70   | + 1'07"419                   | 10      | 3     |
| 5   | 27 | Michele Alboreto   | Ferrari                        | 70   | + 1'11"884                   | 7       | 2     |
| 6   | 12 | Ayrton Senna       | McLaren - Honda                | 70   | + 1'18"269                   | 2       | 1     |
| 7   | 36 | Alex Caffi         | Dallara Scuderia Italia - Ford | 69   | + 1 giro                     | 17      |       |
| 8   | 24 | Luis Pérez-Sala    | Minardi - Ford                 | 68   | + 2 giri                     | 19      |       |
| 9   | 14 | Philippe Streiff   | AGS - Ford                     | 68   | + 2 giri                     | 21      |       |
| 10  | 25 | René Arnoux        | Ligier - Judd                  | 68   | + 2 giri                     | 23      |       |
| 11  | 31 | Gabriele Tarquini  | Coloni - Ford                  | 65   | + 5 giri                     | 26      |       |
| 12  | 21 | Nicola Larini      | Osella - Alfa Romeo            | 63   | + 7 giri                     | 25      |       |
| Rit | 15 | Maurício Gugelmin  | March - Judd                   | 59   | Motore                       | 5       |       |
| Rit | 5  | Nigel Mansell      | Williams - Judd                | 54   | Testacoda                    | 6       |       |
| Rit | 3  | Jonathan Palmer    | Tyrrell - Ford                 | 53   | Problemi al surriscaldamento | 22      |       |
| Rit | 19 | Alessandro Nannini | Benetton - Ford                | 52   | Problemi all'assetto         | 9       |       |
| Rit | 28 | Gerhard Berger     | Ferrari                        | 35   | Testacoda                    | 4       |       |
| Rit | 1  | Nelson Piquet      | Lotus - Honda                  | 34   | Problemi alla frizione       | 8       |       |
| Rit | 6  | Riccardo Patrese   | Williams - Judd                | 29   | Problemi al radiatore        | 11      |       |
| Rit | 23 | Pierluigi Martini  | Minardi - Ford                 | 27   | Motore                       | 14      |       |
| Rit | 29 | Yannick Dalmas     | Lola Larrousse - Ford          | 20   | Problemi all'alternatore     | 15      |       |
| Rit | 2  | Satoru Nakajima    | Lotus - Honda                  | 16   | Testacoda                    | 16      |       |
| Rit | 22 | Andrea De Cesaris  | Rial - Ford                    | 11   | Problemi al semiasse         | 12      |       |
| Rit | 18 | Eddie Cheever      | Arrows - Megatron              | 10   | Problemi al turbo            | 18      |       |
| Rit | 30 | Philippe Alliot    | Lola Larrousse - Ford          | 7    | Motore                       | 20      |       |
| Rit | 26 | Stefan Johansson   | Ligier - Judd                  | 4    | Motore                       | 24      |       |
| NQ  | 4  | Julian Bailey      | Tyrrell - Ford                 |      |                              |         |       |
| NQ  | 9  | Piercarlo Ghinzani | Zakspeed                       |      |                              |         |       |
| NQ  | 33 | Stefano Modena     | EuroBrun - Ford                |      |                              |         |       |
| NQ  | 10 | Bernd Schneider    | Zakspeed                       |      |                              |         |       |
| NPQ | 32 | Oscar Larrauri     | EuroBrun - Ford                |      |                              |         |       |

## Classifiche

### Piloti
| Pos. | Pilota             | Punti |
| ---- | ------------------ | ----- |
| 1    | Alain Prost        | 81    |
| 2    | Ayrton Senna       | 76    |
| 3    | Gerhard Berger     | 37    |
| 4    | Michele Alboreto   | 24    |
| 5    | Thierry Boutsen    | 21    |
| 6    | Nelson Piquet      | 18    |
| 7    | Derek Warwick      | 17    |
| 8    | Ivan Capelli       | 16    |
| 9    | Nigel Mansell      | 6     |
| 10   | Alessandro Nannini | 6     |
| 11   | Eddie Cheever      | 6     |
| 12   | Maurício Gugelmin  | 5     |
| 13   | Jonathan Palmer    | 5     |
| 14   | Andrea De Cesaris  | 3     |
| 15   | Riccardo Patrese   | 2     |
| 16   | Satoru Nakajima    | 1     |
| 17   | Pierluigi Martini  | 1     |

### Costruttori
| Pos. | Team              | Punti |
| ---- | ----------------- | ----- |
| 1    | McLaren - Honda   | 157   |
| 2    | Ferrari           | 61    |
| 3    | Benetton - Ford   | 27    |
| 4    | Arrows - Megatron | 23    |
| 5    | March - Judd      | 21    |
| 6    | Lotus - Honda     | 19    |
| 7    | Williams - Judd   | 8     |
| 8    | Tyrrell - Ford    | 5     |
| 9    | Rial - Ford       | 3     |
| 10   | Minardi - Ford    | 1     |

## Fonti
- Sito di The Official Formula 1, su formula1.com. URL consultato il 12 giugno 2009.
- (EN) Grand Prix Results: Portuguese GP, 1988, su grandprix.com. URL consultato il 31 dicembre 2009.
- (EN) 1988 Grand Prix of Portugal, su silhouet.com, Teamdan.org. URL consultato il 31 dicembre 2009.

| Controllo di autorità | VIAF (EN) 148321584 |